# ريتشارد س. أتكينسون
ريتشارد س. أتكينسون (بالإنجليزية: Richard C. Atkinson)‏ هو تربوي وعالم نفس أمريكي، ولد في 19 مارس 1929 في أوك بارك في الولايات المتحدة.

## وصلات خارجية
- الموقع الرسمي